# Головчак серпійний
Головчак серпійний (Pyrgus serratulae) — вид денних метеликів родини головчаків (Hesperiidae).

## Поширення
Вид спорадично поширений у Південній, Центральній та Східній Європі, Туреччині, Ірані та на Близькому Сході, на півдні Сибіру, у Монголії та Північно-Східному Китаї.
В Україні трапляється зрідка майже на всій території, частіше спостерігається у Гірському Криму. Відсутній на півдні степової зони.

## Опис
Розмах крил метелика до 36 мм. Забарвлення крил на верхній стороні чорне або темно-коричневе з нерівними рядами білих плям. Задні крила знизу бежевого кольору з білими великими плямами.

## Спосіб життя
Метелики літають з середини травня до початку липня. Їх можна спостерігати на лісових галявинах, узліссях, узбіччях доріг, луках з невисокою і негустою травою. Гусінь з'являється на початку серпня. Кормовими рослинами є перстач (Potentilla) та серпій (Serratula). Зимує гусінь.